# Košický Klečenov
Košický Klečenov est un village de Slovaquie situé dans la région de Košice.

## Histoire
Première mention écrite du village en 1427.

## Démographie

### Évolution de la population
| Année:               | 1994. | 2004.    | 2014.   | 2024.    |
| -------------------- | ----- | -------- | ------- | -------- |
| Nombre de personnes: | 222   | 267      | 280     | 309      |
| Différence:          |       | +20,27 % | +4,86 % | +10,35 % |

| Année:               | 2023. | 2024.   |
| -------------------- | ----- | ------- |
| Nombre de personnes: | 311   | 309     |
| Différence:          |       | -0,64 % |